# Skate Canada 1985
Navigation
Édition précédente Édition suivante
Le Skate Canada (ou Internationaux Patinage Canada) est une compétition internationale de patinage artistique qui se déroule au Canada au cours de l'automne. Il accueille des patineurs amateurs de niveau senior dans quatre catégories: simple messieurs, simple dames, couple artistique et danse sur glace.
Le douzième Skate Canada est organisé du 24 au 26 octobre 1985 à la Ice House de London dans la province de l'Ontario. 

## Résultats

### Messieurs
| Rang | Nom                 | Pays            | Points | Fig. impo. | Prog. court | Prog. libre |
| ---- | ------------------- | --------------- | ------ | ---------- | ----------- | ----------- |
| 1    | Jozef Sabovčík      | Tchécoslovaquie | 2.0    | 1          | 1           | 1           |
| 2    | Scott Williams      | États-Unis      | 4.4    | 2          | 3           | 2           |
| 3    | Grzegorz Filipowski | Pologne         | 5.6    | 3          | 2           | 3           |
| 4    | Neil Paterson       | Canada          | 10.0   | 5          | 5           | 5           |
| 5    | Zhang Shubin        | Chine           | 11.2   | 8          | 6           | 4           |
| 6    | Frédéric Harpagès   | France          | 11.2   | 4          | 7           | 6           |
| 7    | Craig Henderson     | États-Unis      | 12.8   | 7          | 4           | 7           |
| 8    | André Bourgeois     | Canada          | 16.2   | 6          | 9           | 9           |
| 9    | Makoto Kano         | Japon           | 16.6   | 9          | 8           | 8           |

### Dames
| Rang | Nom                | Pays                 | Points | Fig. impo. | Prog. court | Prog. libre |
| ---- | ------------------ | -------------------- | ------ | ---------- | ----------- | ----------- |
| 1    | Caryn Kadavy       | États-Unis           | 2.0    | 1          | 1           | 1           |
| 2    | Elizabeth Manley   | Canada               | 4.0    | 2          | 2           | 2           |
| 3    | Patricia Neske     | Allemagne de l'Ouest | 7.0    | 4          | 4           | 3           |
| 4    | Charlene Wong      | Canada               | 10.0   | 3          | 8           | 5           |
| 5    | Marina Tveretinova | Union soviétique     | 10.2   | 7          | 5           | 4           |
| 6    | Rosmarie Sakic     | Canada               | 11.8   | 5          | 7           | 6           |
| 7    | Juri Ozawa         | Japon                | 13.0   | 8          | 3           | 7           |
| 8    | Agnès Gosselin     | France               | 14.0   | 6          | 6           | 8           |

### Couples
| Rang | Nom                                  | Pays             | Points | Prog. court | Prog. libre |
| ---- | ------------------------------------ | ---------------- | ------ | ----------- | ----------- |
| 1    | Ekaterina Gordeeva / Sergueï Grinkov | Union soviétique | 1.4    | 1           | 1           |
| 2    | Veronika Pershina / Marat Akbarov    | Union soviétique | 2.8    | 2           | 2           |
| 3    | Denise Benning / Lyndon Johnston     | Canada           | 4.2    | 3           | 3           |
| 4    | Katy Keely / Joseph Mero             | États-Unis       | 6.0    | 5           | 4           |
| 5    | Christine Hough / Doug Ladret        | Canada           | 6.6    | 4           | 5           |

### Danse sur glace
| Rang | Nom                                   | Pays             | Points | Danse imposée | Danse originale | Danse libre |
| ---- | ------------------------------------- | ---------------- | ------ | ------------- | --------------- | ----------- |
| 1    | Renée Roca / Donald Adair             | États-Unis       | 2.0    | 1             | 1               | 1           |
| 2    | Olga Volozhinskaya / Alexander Svinin | Union soviétique | 4.0    | 2             | 2               | 2           |
| 3    | Kathrin Beck / Christoff Beck         | Autriche         | 6.6    | 4             | 3               | 3           |
| 4    | Karyn Garossino / Rod Garossino       | Canada           | 7.4    | 3             | 4               | 4           |
| 5    | Klára Engi / Attila Tóth              | Hongrie          | 10.0   | 5             | 5               | 5           |
| 6    | Sharon Jones / Paul Askham            | Royaume-Uni      | 12.0   | 6             | 6               | 6           |
| 7    | Jindra Hola / Karol Foltan            | Tchécoslovaquie  | 14.4   | 7             | 8               | 7           |
| 8    | Jo-Anne Borlase / Scott Chalmers      | Canada           | 16.6   | 8             | 7               | 9           |
| 9    | Kristin Lovery / Chip Rossbach        | États-Unis       | 17.0   | 9             | 9               | 8           |

## Sources
- Podiums et résultats des patineurs canadiens sur le site de Patinage Canada
- (en) « SKATE CANADA '85 », sur usfsa.xmlmanager.qg.com